# Pierre-Alain Frau
Pierre-Alain Frau (15 de abril de 1980; Montbéliard, Doubs, Francia) es un exfutbolista y entrenador francés. Jugaba en la posición de delantero centro o extremo. Actualmente dirige a la sub-19 del Football Club Sochaux-Montbéliard.

## Carrera
Apodado PAF debido a sus iniciales, Frau nació el 15 de abril de 1980 en Montbéliard, Francia, donde se inició como futbolista en el club de su ciudad natal, el FC Sochaux-Montbéliard, y allí fue donde consiguió su primera oportunidad para jugar en la liga nacional francesa.
Después de completar su fichaje por el Lyon desde el Sochaux para la temporada 2004-05, le fue difícil conseguir la titularidad en su primer año en Lyon, ya que el club tenía en sus filas a jugadores como Sylvain Wiltord, Nilmar y, más tarde, John Carew. Fue enviado a préstamo al RC Lens en la temporada siguiente, donde llamó la atención del entrenador de la selección de Francia, Raymond Domenech, y aunque Frau fue citado no debutó por el seleccionado.

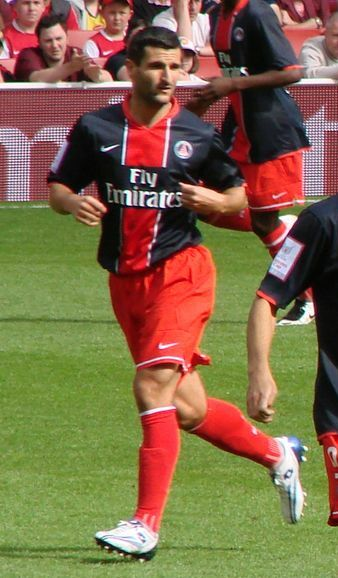
Frau en 2007 con el PSG

Para la temporada siguiente, el RC quiso mantener al jugador en Lens, pero Frau prefirió fichar por el París Saint-Germain. El coste de transferencia no fue revelado, pero Olympique Lyonnais tasó al jugador en £4 millones.
El 1 de enero de 2008, Frau firmó por tres años y medio con el Lille.
Frau es conocido por ser uno de los jugadores más famosos del club de su ciudad natal, el FC Sochaux-Montbéliard.

## Vida personal
Está casado con Roxellane y tienen una hija, Maélia.

## Clubes
| Club                | País                | Año                 | Part. | Goles |
| ------------------- | ------------------- | ------------------- | ----- | ----- |
| FC Sochaux          | Francia             | 1997 - 2004         | 90    | 40    |
| Lyon                | Francia             | 2004 - 2006         | 43    | 9     |
| RC Lens (cedido)    | Francia             | 2005 - 2006         | 22    | 6     |
| París Saint-Germain | Francia             | 2006 - 2008         | 42    | 7     |
| LOSC Lille          | Francia             | 2008 - 2011         | 110   | 51    |
| SM Caen             | Francia             | 2011 - 2012         | 32    | 6     |
| Al-Wakrah           | Catar               | 2012 - 2013         | 20    | 5     |
| FC Sochaux          | Francia             | 2013 - 2014         | 7     | 0     |
| Total carrera 1997- | Total carrera 1997- | Total carrera 1997- | 366   | 124   |

## Palmarés

### Títulos nacionales
| Título                     | Club       | País    | Año     |
| -------------------------- | ---------- | ------- | ------- |
| Ligue 2                    | FC Sochaux | Francia | 2000-01 |
| Copa de la Liga de Francia | FC Sochaux | Francia | 2003-04 |
| Ligue 1                    | Lyon       | Francia | 2004-05 |
| Supercopa de Francia       | Lyon       | Francia | 2004    |
| Supercopa de Francia       | Lyon       | Francia | 2005    |
| Ligue 1                    | LOSC Lille | Francia | 2010-11 |
| Copa de Francia            | LOSC Lille | Francia | 2010-11 |